# Sideritis candicans var. crassifolia
Sideritis candicans subsp. crassifolia é uma variedade de planta com flor pertencente à família Lamiaceae. 
A autoridade científica da variedade é Lowe, tendo sido publicada em Transactions of the Cambridge Philosophical Society Reimpr. 6: 535. 1838.

## Portugal
Trata-se de uma variedade presente no território português, nomeadamente no Arquipélago da Madeira.
Em termos de naturalidade é endémica da região atrás referida.

## Protecção
Não se encontra protegida por legislação portuguesa ou da Comunidade Europeia.